# Alcelaphus buselaphus cokii
El búbalo de Coke o kongoni (Alcelaphus buselaphus cokii) es una subespecie de búbalo común. Es propio de África.

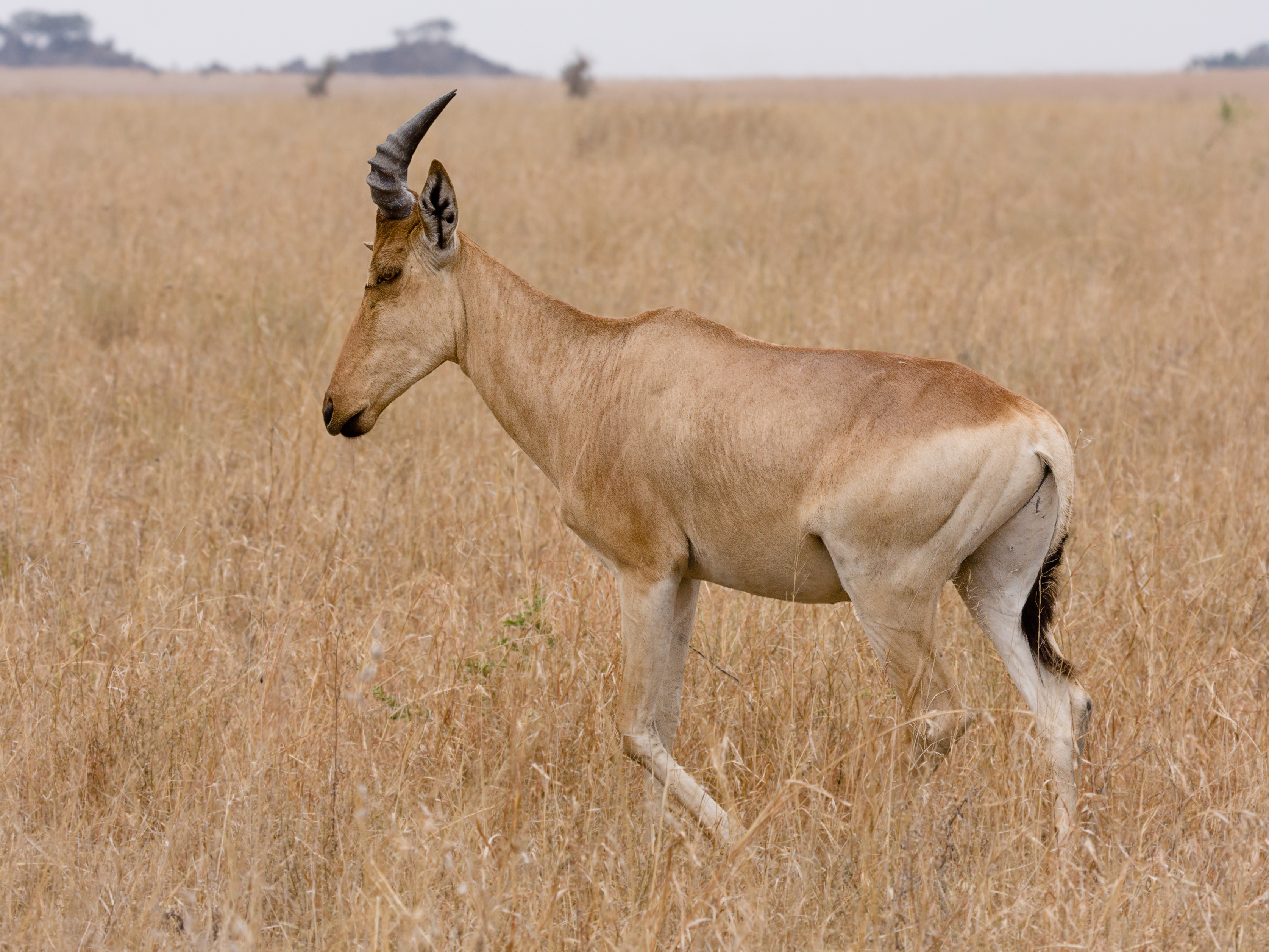
Búbalo de Coke en el Serengeti.

Es uno de los pocos antílopes que tienen cuernos hacia delante, en forma de lira. Es de coloración ligeramente más oscura y es un poco más grande. Habita en Kenia y Tanzania.
Estos animales se alimentan de hierba y prefieren las llanuras verdes. A veces se mezclan con ñus y cebras. Mide 125 cm; pesa 120-150 kg. Es común. 
Sus depredadores son las hienas, los grandes felinos, los licaónes y el hombre. Se encuentra en las sabanas arboladas y en las colinas.